# Burnout Legends
Burnout Legends è il quinto videogioco simulatore di guida della popolare serie di Burnout, pubblicato per la PlayStation Portable il 13 settembre 2005, e per il Nintendo DS il 29 novembre 2005. Il gioco presenta molte delle piste e modalità di gioco dei primi tre Burnout, ma riconfezionato per il formato portatile. Molte delle modalità di gioco sono simili a Burnout 3: Takedown con alcune piste vecchie e nuove.

## Modalità di gioco
Si può competere in una serie di modalità per sbloccare nuove piste, auto, e gli eventi. L'elenco che segue è costituito dai 9 principali tipi di modalità nel gioco:
- World Tour: Gareggia contro altre auto in diverse varietà di modi. Il giro del mondo è diviso per i tipi di auto. Ottieni le medaglie (Oro: 1º posto, Argento: 2º posto, Bronzo: 3º posto) per sbloccare il prossimo tour mondiale. World Tour è il modo principale per sbloccare le macchine.
- Gara: Gara contro un massimo di quattro vetture (default tour mondiale è di 4) in una gara a 3 giri su qualsiasi pista.
- Eliminator: (accessibile solo in giro del mondo) come una gara, solo che ad ogni giro la vettura all'ultimo posto viene eliminata.
- Face-Off: Gara contro un'auto leggenda per vincere la macchina.
- Time Attack: corsa contro il tempo. L'obiettivo è quello di completare un giro più veloce che puoi. Si possono fare i giri che ti pare.
- Burning Lap: versione Tour World del time attack. Si tenta di completare un giro per il tempo medaglia (Esempio: 1:00:00 per guadagnare la medaglia d'oro).
- Road Rage: Fai scontri per guadagnare Takedown. Nel tour mondiale, si avrà un limite di tempo. Si termina finendo fuori tempo o per troppi danni.
- Pursuit: Si gioca come il poliziotto. Provate a catturare il cattivo prima che scada il tempo o la vostra salute diventa troppo bassa.
- Crash: competere negli eventi crash per sbloccare nuove auto e livelli. (Anche in tour mondiale.)

Ci sono un totale di 95 vetture da sbloccare attraverso le varie modalità: muscle cars, compatta, coupe, sport, super, gara speciale e serie leggenda. Ci sono anche macchine da sbloccare completando tutte le inseguimento, Road Rage, eventi, ecc. Queste sono da Burnout 2 e 3.
Questo gioco ha anche auto da collezione. Ci sono 5 vetture da collezione per ogni classe. Per ottenere le altre quattro, si deve sfidare un altro giocatore in modalità Wi-Fi di battaglia.